# Parc Nacional de Purnululu
El Parc Nacional de Purnululu —Purnululu National Park, en anglès— també conegut com a Bungle Bungle, és un parc nacional australià al nord-est de l'estat d'Austràlia Occidental, en la regió de Kimberley, uns 2.000 km al nord-oest de Perth. El 2003, fou declarat Patrimoni de la Humanitat per la UNESCO. "Purnululu" significa en aborigen "arenisca", ja que en aquest parc es troben unes grans formacions d'arenisca que han estat visitades pels aborígens des de fa 20.000 anys, però per la seua situació remota, van ser quasi desconegudes fins a principis de la dècada dels 1980. Encara avui, resulta molt difícil arribar-hi si no es viatja amb vehicles apropiats i provisió de queviures. El seu aspecte espectacular prové de la combinació de sílice de color taronja amb líquens negres.